# Karel Onuca
Mons. Karel Boromejský Onuca (7. října 1923 Jemnice – 8. prosince 2007 Ladná) byl český římskokatolický kněz, dlouholetý duchovní správce v Podivíně a papežský kaplan.
Teologické studium absolvoval v Brně, kde také 5. července 1947 přijal kněžské svěcení. Poté se stal kaplanem ve Velkých Bílovicích, v letech 1950 až 1951 byl duchovním správcem v Prušánkách a posléze kaplanem v Dolních Kounicích. Následně působil v Blansku a pak v Bulharech. V listopadu 1966 byl ustanoven administrátorem farnosti u kostela sv. Augustina v Brně, v lednu 1968 přeložen do Podivína a kolem roku 1980 jmenován podivínským farářem. V tomto svém úřadě byl kvůli svému zdravotnímu stavu, na němž se podepsal prodělaný infarkt, od srpna 1998 zastupován břeclavským farářem. K 1. srpnu 1999 odešel na trvalý odpočinek, který strávil v Ladné. Dne 5. dubna 2000 jej papež Jan Pavel II. jmenoval kaplanem Jeho Svatosti.